# Tifaldó cerví marbrat
El tifaldó cerví marbrat (Elaphomyces muricatus), també conegut per cerví marbrat i tòfona de cérvol marbrenca, és una espècie de fong ascomicot de l'ordre dels eurotials (Eurotiales). És del grup dels tifaldons cervins, un tipus de tòfona de gleba pulverulenta. És una espècie que desprèn una olor suau que detecten primordialment els cèrvids que les desenterren i consumeixen.

## Comentaris

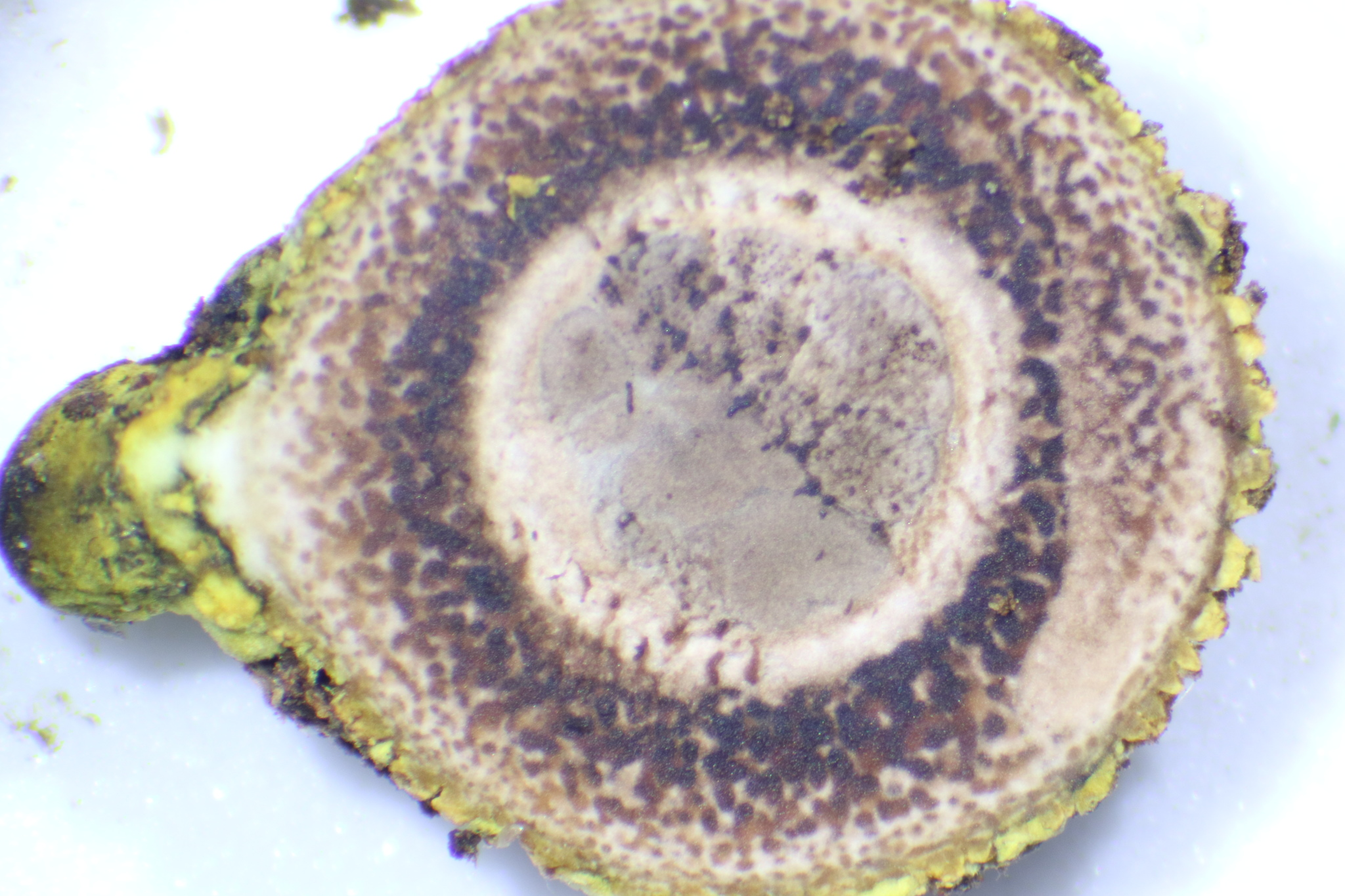
Secció d'un tifaldó cerví marbrat (Elaphomyces muricatus)